# Дементьев, Пётр Алексеевич
Пётр Алексеевич Дементьев (Питер Деменс (англ. Peter Demens), 1 [13] мая 1850, Новгородская губерния, Российская империя — 21 января 1919 года, Альта-Лома, США) — один из основателей города Сент-Питерсберга, штат Флорида США, давший ему название. Русский дворянин, председатель земской управы и предводитель дворянства Весьегонского уезда Тверской губернии (1873—1878), публицист.

## Биография
Родился в сельце Петровском Белозерского уезда Новгородской губернии в семье отставного подпоручика. Мать — из старого дворянского рода Калитеевских. После смерти родителей с четырёх лет воспитывался в имении своего дяди и опекуна Анастасия Александровича Калитеевского в селе Попово Весьегонского уезда.
Учился в Санкт-Петербурге в Третьей гимназии (Соляной переулок, 1860—1864), затем в Седьмой гимназии. Не окончив учёбы, в 17 лет поступил на военную службу в Лейб-гвардии Гатчинский полк, с 1868 года — унтер-офицер. В 1870 году вышел в отставку в чине прапорщика и занялся хозяйством.
Дементьев женился, будучи ещё офицером, в 20 лет, на Раисе Семёновне Борисенко из Таврической губернии, которая приняла его план уехать из столицы в тверскую глушь. В семье родилось пятеро детей (две дочери и трое сыновей).
В 1873 году Дементьев был избран председателем земской управы и предводителем дворянства Весьегонского уезда, в 1875 г. — почетным мировым судьей и председателем съезда мировых судей. В 1878 году вышел в отставку, а в начале 1881-го, разорившись, продал свои имения и выехал в Петербург.
В 1870-е годы в поисках способов лучшего хозяйствования неоднократно посещал Америку. В 1881 году после убийства Александра II и обвинения в связях с народовольцами принимает решение уехать в США. Дементьев отъехал за океан со скромной суммой наличных. Обосновавшись во Флориде, он занялся лесозаготовками. Первый свой год жизни во Флориде, где белых переселенцев было всего 800 человек, Дементьев вспоминал так: «Только безнадёжность поставила меня на ноги: надо было отгонять волков от дверей пылающими факелами и думать о куске хлеба для семейства».
Вскоре, начав заниматься и железнодорожными подрядами, Дементьев решился на прокладку железнодорожной линии в 150 миль от реки Сент-Джонс до Мексиканского залива. Железная дорога должна была пересечь Флориду с востока на запад. Рядом со строящейся дорогой возникали новые поселения. Одно из них было названо Дементьевым Одессой.
8 июня 1888 года первый поезд достиг берега полуострова Пинеллас в бухте Тампа в Мексиканском заливе. Здесь Дементьевым были построены железнодорожная станция, гостиница и пирс. Он назвал новый город Сент-Питерсберг в честь тогдашней российской столицы Санкт-Петербурга.
Напряженная работа, а также жаркий и влажный климат Флориды подорвали здоровье Дементьева и в 1889 году он покинул Сент-Питерсберг. Прожив три года в Эшвилле в штате Северная Каролина, семья Дементьевых переехала в Лос-Анджелес. «Сам я не раз наживал и терял значительные суммы, но никогда не покидали меня русская выдержка и смекалка», — признавался Пётр Алексеевич с гордостью. В 1893 году принял американское гражданство под фамилией Деменс.
Дементьев оставил богатое литературное наследие. В 1897 г. на свои средства начинает издавать журнал «Современник». В трех номерах этого журнала, вышедших в Лондоне, он публикует свои обращения «К русским недовольным», «К русскому царю», «К русским либералам». Он перевел на английский язык многие произведения своего любимого поэта Михаила Лермонтова, являлся постоянным автором журнала «Вестник Европы», где он опубликовал под псевдонимом Тверской роман «Не к полю ягоды» (1881), многочисленные очерки об Америке. В 1895 году он издал в России свой труд «Очерки Северо-Американских Соединенных Штатов», в 1904-м — книгу «Очерки истории Соединенных штатов Америки». Дементьеву принадлежит один из первых переводов на русский язык произведений Г. Лонгфелло.
Два раза Дементьев посещал Россию — в 1896 и 1906 гг. В 1906 году он встречался с П. А. Столыпиным. Вел переписку с обер-прокурором Синода К. П. Победоносцевым по поводу переселения духоборов.
Последние годы жизни прожил в своем доме на ранчо Альта-Лома недалеко от Лос-Анджелеса. В начале Первой мировой войны участвовал в работе русской правительственной закупочной комиссии в Вашингтоне.
Умер в 1919 году, жена пережила его на два года. Младшая дочь Деменсов Вера вышла замуж за Андрея Толстого, дальнего родственника Льва Толстого.
В 1979 году, в Сент-Питерсберге был установлен гранитный постамент в память основателя города, назвавшего его в честь Петербурга.